# Progrès-Dimanche
Le Progrès-Dimanche était un hebdomadaire québécois publié le dimanche sur le territoire du Saguenay–Lac-Saint-Jean. En avril 2017, il devient le Progrès week-end et est désormais publié le samedi.

## Historique
C’est à l’aube de la période industrielle qu’est fondé le Progrès du Saguenay. Dès 1879, l’évêché avait déjà suggéré à l’évêque de Chicoutimi, Dominique Racine, de fonder un journal pour répandre « un flot de lumière sur les nouvelles colonisations au nord de Québec ». Cette région est alors toutefois bien trop occupée par la colonisation du Lac Saint-Jean pour entreprendre un tel travail.
Plusieurs journaux régionaux ont alors tenté de naître, mais la plupart ne restent que des projets. Seuls les journaux édités à l’extérieur de la région sont donc disponibles à la population. En 1880, on dénombrait huit journaux, dont cinq en anglais, vendus régulièrement. Ce n’est qu’en 1887, à la suite de la fermeture d’une autre tentative, le Réveil du Saguenay, qu’est fondé le Progrès du Saguenay par Joseph Dominique Guay et d’autres gens d’affaires comme Julien-Édouard-Alfred Dubuc, qui est riche industriel de Chicoutimi.
Lors de sa fondation, le Progrès du Saguenay se définit comme un journal populaire, son abonnement annuel coûtant un dollar. Publié tous les jeudis, il couvre l’essentiel de l’activité locale à l’intérieur de ses huit pages. Le journal est près de son milieu et semble s’inspirer du modèle de la presse américaine par sa nouvelle vision de l’information de faire parler les gens. Il excelle dans les potins et favorise les nouvelles sur la bourgeoisie commerçante et professionnelle. Il est le premier journal régional à embaucher un journaliste, Auguste Béchard.
Toutefois, il survit difficilement, les travaux de colonisation laissant peu de temps aux colons pour la lecture d’un journal. Pour éviter la fermeture en 1908, le journal est vendu au Syndicat des imprimeurs du Saguenay inc. Certains des membres de l’église locale étant propriétaires, ils peuvent enfin réaliser le souhait, exprimé par l’évêché 29 ans auparavant, de répande la lumière de l’Église catholique.
Le journal, maintenant soumis à l’agenda politique et social de l’évêché, modifie le contenu rédactionnel de la publication. Le journal soutient davantage les travailleurs et fait écho de leurs travaux, mais évite de parler de la syndicalisation qui prend alors place dans les usines. La ligne éditoriale fait la promotion de la bonne morale et soutient les curés dans leurs travaux quotidiens.
La bonne économie régionale permet au journal de devenir bihebdomadaire en 1926. Il se dote de la première salle de nouvelle et devient membre de l’agence Canadian Press en octobre de cette même année. Il devient quotidien l’année suivante et atteint son seuil de rentabilité par les revenus de publicité et la vente de 10 000 copies imprimées à chaque parution.
La Grande Dépression contraint les propriétaires de déposer le bilan de faillite du journal, et en 1933, il redevient un hebdomadaire, administré par un comité de relance, qui comprend des créanciers et des anciens employés. En 1941, le journal est finalement vendu à l’Imprimerie du Saguenay. Aucun autre changement n'intervient jusqu’à la fin de la Seconde Guerre mondiale.
Même la prospérité de l’après-guerre ne fait pas en sorte que le journal retrouve sa rentabilité. En 1953, il redevient un quotidien, mais l’entreprise perd toujours de l’argent. La division imprimerie de l’entreprise est la source de financement principale du journal, avec le soutien de l’évêché, toujours actionnaire du journal. Son marché est érodé par les autres journaux, surtout Le Soleil de Québec, qui a les ressources financières et humaines pour son édition régionale. Ainsi, les pressions économiques et les conflits de travail ont raison de l’édition quotidienne et le journal redevient hebdomadaire en septembre 1961. Après 75 ans d’existence, il ferme enfin ses portes en septembre 1964. 
Néanmoins, les actifs sont vite rachetés par un groupe de gens d’affaires. Le 11 octobre 1964, sous la direction générale de Gaston Vachon est fondé Progrès-Dimanche. Près de huit ans plus tard, le journal est imprimé à environ 52 000 exemplaires par numéro. 
Maintenant un journal prospère, Progrès-Dimanche est vendu en 1972 au groupe UniMédia, qui possède déjà Le Soleil. Ce groupe désire effectuer une expansion de leurs organisations pour pouvoir être cotés en bourse. Cet achat est considéré comme une première étape pour leur permettre de créer un consortium qui englobe la plupart de journaux de l’est de Québec et ainsi augmenter leur puissance. 
En 1987, le groupe UniMédia est vendu à l'homme d'affaires Conrad Black. Le 10 novembre 2000, Gesca, propriété de Power Corporation du Canada, achète le journal du groupe de Conrad Black. Le journal devient la propriété de la famille de Paul Desmarais. 
Le fonds d'archives du journal est conservé au centre d'archives du Saguenay de Bibliothèque et Archives nationales du Québec.

## Ligne éditoriale
Le Progrès du Saguenay est fondé en 1887 pendant que les médias écrits dominant. Les livres, les revues et surtout les journaux sont alors souvent les seuls moyens que les citoyens puissent obtenir des nouvelles de leurs communautés. 
Comme suggère la doctrine autoritaire, les dirigeants de l’époque comprennent bien le pouvoir d’un certain contrôle sur la population que représente un journal. Le Progrès du Saguenay consolide le pouvoir en place. Le journal se fait un ardent défenseur des entreprises et de ses propriétaires. Par exemple, jusqu’en 1906, il maintient un discours élogieux envers Dubuc, l’un des actionnaires, pendant que ses entreprises de bois et de pulpe tombent en faillite et s’oppose aussi à toute forme d’organisation ouvrière. 
Son acquisition par le Syndicat des travailleurs ne change que le groupe d’intérêt qui le contrôle, de la bourgeoisie à l’évêché. Son contenu est imprégné par les préoccupations morales, spirituelles et sociales comme l’implantation dans les usines des syndicats ouvriers. Par la suite, son achat par les groupes financiers ne fait que perpétuer cette doctrine et ce but. 
La naissance du Progrès-Dimanche en 1964 et celle du Quotidien en 1973 modifient complètement cette ligne éditoriale, l'information régionale devenant alors le but principal de la salle de rédaction.  

## Situation financière
Le Progrès du Saguenay fête en 2017 ses 130 ans d'existence. Au fil de toutes les décennies, il n'y a que deux arrêts de quatre mois. Le journal sait donc passer à travers toutes les crises financières et économiques par la proximité avec la région et le professionnalisme de ses employés.